# De legende van de onzichtbare stad Kitezj en de jonge vrouw Fevronia

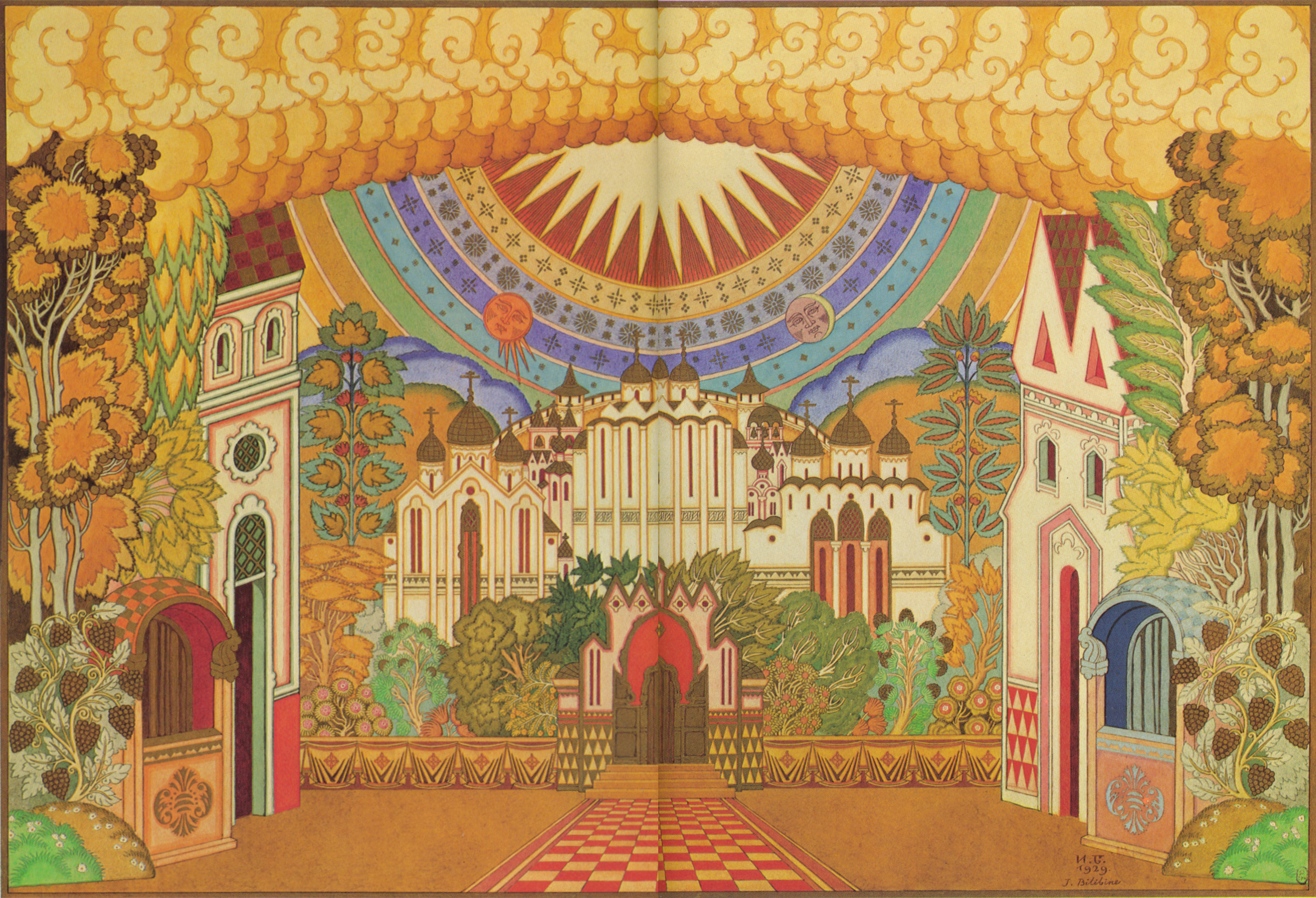
De Onzichtbare stad Kitezj, toneeldecor, Ivan Bilibin, 1929

De legende van de onzichtbare stad Kitezj en de jonge vrouw Fevronia is de 20e-eeuwse versie van de legende van Kitezj, die V.I. Belski in 1905 schreef voor de opera 'De Legende van de Onzichtbare stad Kitezj' (1907) van de componist Rimski-Korsakov. Belski baseerde zijn verhaal onder meer op de 'Kroniek van Kitezj' van Meledin en 'Sage van de jonkvrouw Fevronia uit de stad Moerom'.

## Verhaal

### Eerste akte
Fevronia vasiljevna verzamelt geneeskrachtige kruiden in de bossen aan de Wolga niet ver van Klein Kitezj en spreekt met de dieren. Prins Vsevolod, zoon van vorst Joeri, komt gewond uit een bosschage tevoorschijn. Hij was aan het jagen toen hij door een beer werd overvallen. Fevronia verbindt hem en geeft hem te eten en te drinken. Ze raken op elkaar verliefd en de prins schuift haar zijn gouden ring om de vinger en vraagt haar met hem te trouwen. Als de jachthoorns van zijn vrienden galmen neemt Vsevolod afscheid van haar.

### Tweede akte

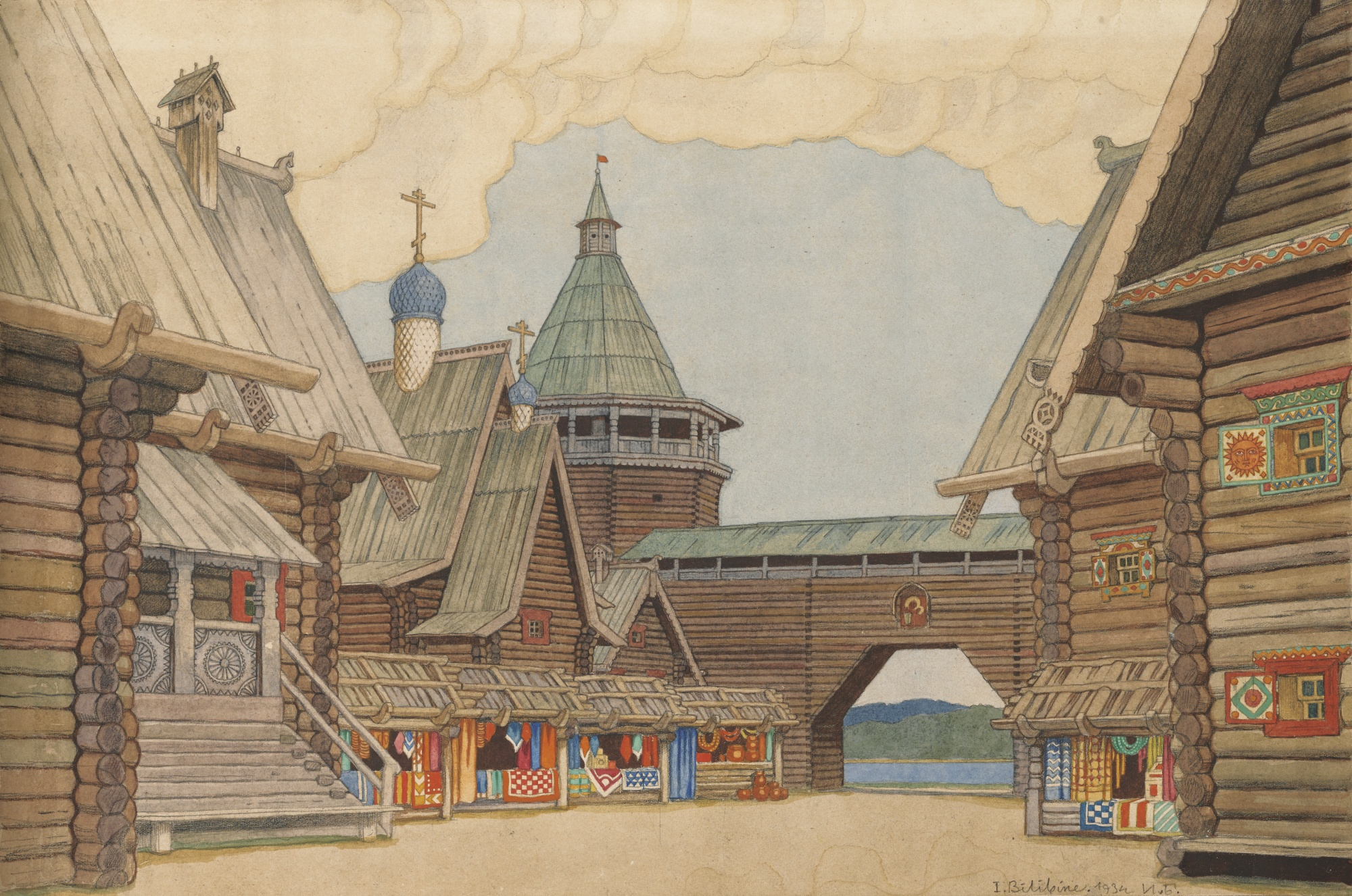
Klein Kitezj, Ivan Bilibin, aquarel, 1934

Op de markt van Klein Kitezj aan de oever van de Wolga wachten burgers op de bruiloftsstoet. Een dompteur laat zijn beer dansen. Een eerbiedwaardige grijsaard speelt op zijn goesli en zingt het 'lied van Joeri'. Uit een herberg komt de drinkebroer Grisjka Koetjerma. Bedelaars bespotten hem, Grisjka verdwijnt weer in de herberg. Als hij weer naar buiten komt maakt hij Fevronia belachelijk. De koetsen komen in zicht. Het volk ziet in Fevronia een lichtjonkvrouw. Ze praat met Grisjka, die haar een huwelijk afraadt. Zij op haar beurt adviseert hem met drinken te stoppen. Grisjka wordt door het volk afgevoerd en de bruiloftsstoet reist verder. Dan wordt er in de verte een ander trompetgeschal gehoord. Het zijn de Tataren en er ontstaat paniek. De Tataren slachten bijna iedereen af. Prins Vsevolod weet te vluchten. Fevronia wordt naar de khans Bedjai en Burundai gesleept. Zij weten niet hoe ze bij de koningsstad (tsargrad) Groot Kitezj moeten komen. Ook Grisjka is gegrepen en hij verraadt uit angst voor martelingen de route naar de stad. Het Tataarse leger gaat op weg.

### Derde akte
's Nachts wacht het volk van Groot Kitezj voor de kathedraal van Het ontslapen van de Moeder Gods, waar ook vorst Joeri en zijn zoon Vsevolod met gevolg staan. Adjudant Fjodor Pojarok verschijnt blind en vertelt van de naderende Tataren en het verraad, dat volgens hem door Fevronia en niet door Grisjka is gepleegd. Een herdersjongen klimt in de klokkentoren en ziet het leger het meer Svetli Jar naderen. Er wordt tot de heilige hemelmoeder gebeden en prins Vsevolod doet met zijn manschappen een uitval en wordt te Kerzjenets verslagen. Een gouden nevel versluiert de stad en de klokken beginnen vanzelf te luiden.
Grisjka leidt de Tataren naar de oever van Svetli Jar. Door de nevel is de stad aan de overkant niet te zien. De Tataren denken dat ze verdwaald zijn en binden Grisjka vast aan een eik. De avond valt en de Tataren zetten het op een drinken. Khan Bedjai en khan Burundai ruziën over wie Fevronia mag bezitten. Uiteindelijk slaat Burundai Bedjai met een bijl op het hoofd en valt bij Fevronia in slaap. Ze bevrijdt Grisjka met Burundais zwaard. Hij strompelt naar de oever en de zon komt op. Groot Kitezj is in het Svetli Jar verzonken. De wakker geworden Tataren raken overmand door angst en vluchten de bossen in.

### Vierde akte
Grisjka sleurt Fevronia mee naar een open plek in de bossen rond Kerzjenets, waar ze uitrusten. Fevronia leert de cynische Grisjka bidden en hij zegt haar woorden na. Dan denkt Grisjka een duivel te zien en begint te springen. Daarna zoekt hij nog troost bij Fevronia, maar even later rent hij gillend weg. Fevronia rust uit in het gras. De omgeving verandert in een bloemenpracht en zij herinnert zich de legende van de paradijsvogels Alkonost (van de dood) en Sirin (van het leven). Alkonost spreekt en raadt haar aan te blijven geloven en geduldig te zijn. Vsevolod verschijnt in een gouden gestalte binnen een gouden mandorla. Hij toont haar zijn veertig wonden. Dan spreekt Sirin en zegt haar zich klaar te maken voor het bruiloftsfeest. Vsevolod geeft haar brood te eten. Ze verstrooit de laatste kruimels in de wind en vraagt om in het hemels Kitezj te worden opgenomen. Samen, hand in hand, gaan ze naar Svetli Jar.
Het wolkendek breekt open. Op de muren branden houtvuren. De stad licht van binnenuit op. Een leeuw en een eenhoorn behoeden de ingang van het koningsslot. Op de hoge domtoren jubelen Alkonost en Sirin als paradijsvogels met vrouwengezichten. De burgers zijn in witte gewaden gekleed en houden brandende kaarsen in hun handen. Fjodor Pojarok kan weer zien. Fevronia is nu ook schitterend gekleed en ze lopen via de hoofdpoort de stad binnen. Het volk zingt en strooit bloemen over het paar uit. Het bruiloftslied wordt ingezet. Koning Joeri laat het levenswater bereiden. Fevronia dicteert Fjodor Pojarok een brief aan Grisjka over Kitezj en het eeuwige leven binnen de stad. De herdersjongen brengt de brief naar Grisjka. Dan gaan Vsevolod en Fevronia de dom van Maria Hemelvaart, de Tempel van het Licht, binnen.